# Nolton and Roch

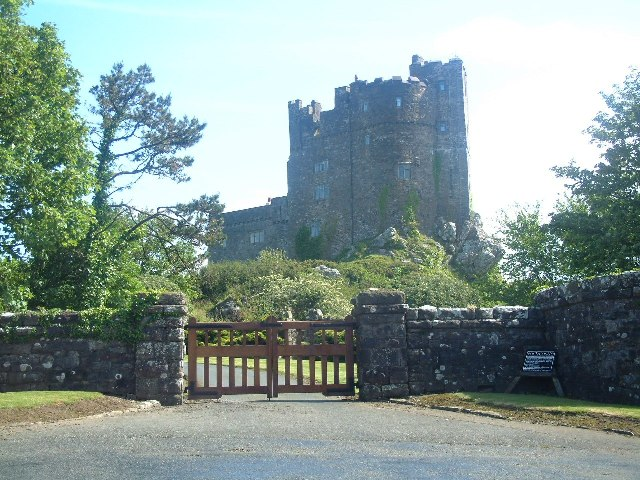
Château de Roch.

Nolton et Roch est une communauté du pays de Galles située dans le comté du Pembrokeshire. Elle est constituée de deux villages qui lui ont donné son nom, Nolton et Roch.